# عظیم گل
عظیم گل (زادهٔ ۱۳۴۱ در بندر ترکمن-درگذشتهٔ ۲۷ اردیبهشت ۱۳۸۰) نمایندهٔ حوزهٔ انتخابیهٔ کردکوی، ترکمن و بندر گز در دورهٔ ششم مجلس شورای اسلامی بوده‌است.
وی در حادثهٔ هواپیمای یاک ۴۰ در تاریخ ۲۷ اردیبهشت ۱۳۸۰ کشته‌شد.